# Kichizaemon Takahashi
Kichizaemon Takahashi (Miyazaki, 29 de novembro de 1908 - São Paulo, 11 de julho de 1977) foi um pintor, desenhista e professor nascido no Japão que, tendo imigrado em 1927, fez do Brasil a sua segunda pátria.

## Biografia
Como grande parte dos imigrantes japoneses, o seu destino inicial foi o interior do Estado, mas em 1931 já havia mudado para a capital e menos de cinco anos depois frequentava as aulas de modelo livre da Escola de Belas Artes de São Paulo. Foi um dos fundadores do grupo Seibi-kai que reunia os pintores de origem japonesa para conjuntamente desenvolver suas técnicas, trocar experiências, organizar excursões de pintores e promover exposições. Pelos idos de 1950 participa do Grupo Guanabara.
Na década de 50, o pintor João Suzuki teve aulas com João Rossi, na Associação Paulista de Belas Artes, ao que Suzuki relatou: "E comecei a participar das exposições do Seibi-kai. Tinha amizade com Kichizaemon Takahashi, que conversava mais em português, e esporadicamente com o Takaoka [Yoshiya], e depois com seus filhos".
Em 1958, Takahashi participou da comissão organizadora do Salão de Artes Pláticas em comemoração do cinquentenário da imigração japonesa no Brasil, o evento foi organizado pela Seibi-kai e pela Sociedade Paulista de Cultura Japonesa.
Em 1973 recebeu o 1º Prêmio Conselho Estadual de Cultura no XXXVIII Salão Paulista de Belas Artes.
Fez parte do juri do 4º Salão Bunkyo, em 1974, ao lado de Manabu Mabe, Tikashi Fukushima, Massao Okinaka, Masumi Tsuchimoto, Yutaka Toyota e Bin Kondo. Fez parte do juri do 5º Salão Bunkyo, a composição do juri, foi a mesma do ano anterior.
Por causa de problemas de saúde Takahashi teve de abandonar a pintura a óleo. Dedicou-se então à pintura em aquarela. De acordo com a opinião competente da professora da FAU/USP e ex-diretora da Pinacoteca do Estado de São Paulo, Maria Cecília França Lourenço, Takahashi "foi um dos melhores aquarelistas brasileiros".
Lecionou na Sociedade Paulista de Belas Artes, onde foi professor de Mari Yoshimoto, e trabalhou como desenhista do jornal O Globo, no Rio de Janeiro.
Em 1988, como parte das comemorações dos 80 anos da Imigração japonesa no Brasil, foi promovida a exposição "Kaitakusha - Pioneiros da Arte Nipo-Brasileira", no hotel Caesar Park, em São Paulo. Foram expostas obras de artistas que estavam vivos na época, como de artistas que já estavam falecidos, inclusive Kichizaemon Takahashi. Segundo matéria da revista Manchete, uma "mostra da contribuição que os imigrantes japoneses imprimiram também à nossa cultura”.
Em 2008, organizou-se uma exposição de pinturas de sua autoria ao lado de nomes como Manabu Mabe e Tomie Otake. A exposição foi realizada em comemoração ao centenário da imigração japonesa ao Brasil.

## Exposições
As exposições de Takahashi podem ser divididas em individual, coletivas e póstumas, conforme abaixo:
Exposição Individual
1966 - São Paulo SP - Individual, no Centro Cultural Brasil-Japão
Exposições Coletivas
1938 - Rio de Janeiro RJ - 44º Salão Nacional de Belas Artes, no MNBA

1947 - São Paulo SP - 13º Salão Paulista de Belas Artes, na Galeria Prestes Maia - menção honrosa

1957 - São Paulo SP - 21º Salão Paulista de Belas Artes

1958 - São Paulo SP - Salão de Artes Plásticas Comemorativo ao Cinquentenário da Imigração Japonesa no Brasil

1958 - São Paulo SP - 4º Salão do Grupo Seibi de Artistas Plásticos, no Cine Niterói

1959 - São Paulo SP - 24º Salão Paulista de Belas Artes, na Galeria Prestes Maia - medalha de bronze

1960 - São Paulo SP - 6º Salão do Grupo Seibi de Artistas Plásticos, na Sociedade Brasileira de Cultura Japonesa

1961 - São Paulo SP - 26º Salão Paulista de Belas Artes - prêmio aquisição

1962 - São Paulo SP - 27º Salão Paulista de Belas Artes - prêmio Prefeitura de São Paulo

1963 - São Paulo SP - 28º Salão Paulista de Belas Artes - prêmio de aquisição

1964 - Rio de Janeiro RJ - Coletivam, no MAM/RJ

1964 - São Paulo SP - 8º Salão do Grupo Seibi de Artistas Plásticos, na Sociedade Brasileira de Cultura Japonesa - medalha de prata

1965 - São Paulo SP - Salão Paulista de Belas Artes - pequena medalha de prata

1966 - São Paulo SP - 10º Salão do Grupo Seibi de Artistas Plásticos, na Sociedade Brasileira de Cultura Japonesa

1967 - São Paulo SP - 32º Salão Paulista de Belas Artes

1969 - São Paulo SP - 34º Salão Paulista de Belas Artes

1970 - Santos SP - Salão de Santos

1970 - São Paulo SP - Salão de Artes Plásticas do Grupo Seibi, Sociedade Brasileira de Cultura Japonesa

1971 - São Paulo SP - 36º Salão Paulista de Belas Artes

1972 - São Paulo SP - 1º Salão Bunkyo, na Sociedade Brasileira de Cultura Japonesa

1972 - São Paulo SP - 37º Salão Paulista de Belas Artes

1973 - São Paulo SP - 2º Salão Bunkyo, na Sociedade Brasileira de Cultura Japonesa

1974 - São Paulo SP - 3º Salão Bunkyo, na Sociedade Brasileira de Cultura Japonesa

1975 - São Paulo SP - 4º Salão Bunkyo, na Sociedade Brasileira de Cultura Japonesa

1976 - São Paulo SP - 5º Salão Bunkyo, na Sociedade Brasileira de Cultura Japonesa

Exposições Póstumas
1977 - São Paulo SP - Exposição Póstuma do Pintor Takahashi, na Sociedade Brasileira da Cultura Japonesa

1977 - São Paulo SP - Grupo Seibi - Grupo do Santa Helena: década 35 a 45, no MAB/Faap

1984 - São Paulo SP - Nipo-Brasileiros Mestres e Alunos em 50 anos, na Pinacoteca do Estado

1986 - São Paulo SP - Takaoka, Takahashi, Tanaka r Tamaki, na Art e Riso Galeria

1988 - São Paulo SP - Vida e Arte dos Japoneses no Brasil, no Masp

1988 - São Paulo SP - Oitenta Anos de Imigração Japonesa, no Masp

1998 - São Paulo SP - Grupo Seibi, na Jo Slaviero Galeria de Arte

1998 - São Paulo SP - São Paulo: Visão dos Nipo-brasileiros, no Museu Lasar Segall